# Lautaro Martínez
Lautaro Javier Martínez (Bahía Blanca, 22 agosto 1997) è un calciatore argentino, attaccante dell'Inter, di cui è capitano, e della nazionale argentina, con cui è diventato campione del mondo nel 2022 e campione del Sud America nel 2021 e nel 2024.
Dopo un breve periodo nel settore giovanile del Liniers, nel 2014 è passato al Racing Club, con cui ha esordito tra i professionisti e nel quale ha militato per tre anni, facendosi notare in ambito internazionale. Dal 2018 milita nell'Inter, con cui ha vinto due campionati italiani (2020-2021 e 2023-2024), due Coppe Italia (2021-2022 e 2022-2023) e tre Supercoppe italiane (2021, 2022 e 2023), oltre ad aver raggiunto una finale di UEFA Europa League (2019-2020) e due di UEFA Champions League (2022-2023 e 2024-2025). Dell'Inter è anche il miglior marcatore straniero in tutte le competizioni, con 153 gol, e il migliore in assoluto in Champions League, con 21 gol.
Con la nazionale argentina ha partecipato a tre edizioni della Copa América (2019, 2021 e 2024), una del campionato mondiale (2022) e una della Coppa dei Campioni CONMEBOL-UEFA (2022), vincendo quattro titoli.
A livello individuale ha vinto il Golden Foot nel 2024; è stato anche capocannoniere, miglior giocatore e miglior calciatore AIC della Serie A nel 2023-2024 e capocannoniere della Copa América nel 2024, oltre ad essere stato inserito nella squadra della stagione della UEFA Europa League nel 2019-2020 e nella squadra dell'anno AIC nel 2024.

## Biografia
È nato il 22 agosto 1997 a Bahía Blanca da Mario Martínez, ex terzino sinistro militante nella seconda divisione argentina e Karina Vanesa Gutiérrez, una governante; ha due fratelli: Jano e Alan.
Dal 2018 è fidanzato con la modella argentina Agustina Gandolfo, dalla quale, il 1º febbraio 2021, ha avuto una figlia, Nina. La coppia si è sposata nel maggio del 2023, prima in comune a Milano e poi con la festa a Cernobbio. Il 7 agosto 2023 è nato il figlio Theo.

## Caratteristiche tecniche
Dopo un'esperienza giovanile come difensore centrale, iniziò a ricoprire in seguito la posizione di centravanti; come suoi principali punti di riferimento, cita Radamel Falcao e Luis Suárez. In possesso di un buon bagaglio tecnico — in particolare per quanto riguarda i dribbling per liberarsi al tiro in area di rigore — si distingue per il fiuto del gol e la capacità di fornire assist ai compagni di squadra. Prolifico finalizzatore, denuncia le maggiori carenze nella trasformazione dei calci di rigore. Dinamico, veloce nel breve e agilissimo, è noto per il suo stile di gioco elegante e le eccellenti capacità coordinative nei tiri al volo, oltre alla sorprendente forza fisica e l'abilità aerea nonostante la sua statura ridotta.
Viene soprannominato el Toro per le doti agonistiche e il carisma in campo, che lo ha portato a meritare anche la fascia di capitano dell'Inter. L'ex attaccante della nazionale argentina e dell'Inter, Hernán Crespo, ha paragonato Martínez al connazionale Sergio Agüero nel 2020, mentre Lionel Messi lo ha paragonato a Luis Suárez. I tecnici Mauricio Pochettino e Jurgen Klopp lo considerano uno dei migliori attaccanti del mondo.

## Carriera

### Club

#### Gli esordi (2015-2018)
Dopo essersi messo in luce con il Liniers, club della sua città natale, le sue performance a livello giovanile attraggono l'attenzione dell'allenatore ad interim del Racing Club, Fabio Radaelli, che successivamente tenta in tutti i modi di ingaggiarlo, cosa poi avvenuta nel gennaio 2014. Subito dopo essere entrato a far parte del club, Martínez ha un senso di nostalgia della sua città natale, volendo farci ritorno; convinto a rimanere dal compagno di squadra Braian Mansilla, durante la sua permanenza nella squadra di riserva segna 53 gol in 64 presenze.
Esordisce nel campionato argentino il 1º novembre 2015, sostituendo Diego Milito nella vittoria interna contro il Crucero (M) (3-0). Il 17 aprile seguente riceve la prima espulsione in carriera, dopo aver ricevuto due ammonizioni nell'arco di cinque minuti nel pareggio contro l'Argentinos, mentre il 19 novembre 2016 realizza il primo gol, regalando alla sua squadra il pareggio contro l'Huracán. Contro lo stesso avversario, il 4 febbraio 2018, mette a segno una tripletta nel 4-0 finale.
A causa di un infortunio dell'attaccante titolare Lisandro López, Martínez viene frequentemente schierato nell'undici iniziale per la stagione 2016-17, riuscendo a mettere a referto 9 reti in 23 presenze in campionato. Dopo aver concluso le visite mediche con l'Atletico Madrid, il Racing annuncia il rinnovo, il quale comporta l'aumento della clausola rescissoria. Conclude la stagione in Argentina, segnando una rete e fornendo un assist nella vittoria per 3-1 sul Gimnasia. Il 27 febbraio 2018 debutta in Copa Libertadores con una tripletta ai danni del Cruzeiro. Nello stesso mese, vari rumor annunciano il trasferimento di Martínez all'Inter, speculazione poi confermata dal presidente del Racing Club Victor Blanco. Con la squadra di Avellaneda, il giocatore realizza 27 gol in 60 apparizioni totali.

#### Inter

##### Il primo anno in Italia (2018-2019)
Il 4 luglio 2018 viene ufficializzato il suo trasferimento all’Inter per una cifra vicina ai 25 milioni di euro, con annessi bonus e una clausola rescissoria da 111 milioni di euro. Il 19 agosto seguente, in occasione della sconfitta esterna inflitta dal Sassuolo, esordisce contestualmente con i nerazzurri e in Serie A. Il 29 settembre apre le marcature nella vittoria casalinga sul Cagliari, trovando dunque la sua prima rete in maglia interista. Poco meno di un mese dopo, il 24 ottobre, compie il suo esordio in Champions League, sostituendo Borja Valero nella ripresa della gara esterna contro il Barcellona, impostosi 2-0. Nella medesima competizione, la squadra milanese raccoglie due vittorie, due sconfitte e altrettanti pareggi, accontentandosi così di un posto in Europa League. Il 26 dicembre seguente decide, tramite una rete realizzata nei minuti finali, lo scontro diretto con il Napoli.
Durante la stagione, nonostante abbia un ruolo da comprimario, riesce a ritagliarsi spazio, assurgendo di settimana in settimana tra i migliori del club meneghino, allora occupante le posizioni di vertice. Il 13 gennaio, al debutto in Coppa Italia, realizza una doppietta, la prima con la maglia nerazzurra, nella gara contro il Benevento, valida per gli ottavi di finale, mentre in seguito risulta decisivo nella sfida di Europa League con il Rapid Vienna, trasformando un calcio di rigore nel successo di misura nell’andata dei sedicesimi di finale; successivamente i meneghini vengono estromessi dal torneo per mano dell’Eintracht Francoforte, poi giunto alle semifinali. Divenuto titolare in seguito all’accantonamento di Mauro Icardi deciso dal tecnico Luciano Spalletti, fornisce il proprio apporto – anche tramite una marcatura nel vittorioso derby di Milano del 17 marzo 2019 – al raggiungimento del quarto posto in campionato e alla conseguente qualificazione alla successiva edizione della Champions League. Conclude quindi la prima stagione in Italia con un discreto rendimento, collezionando nove reti e un assist.

##### La finale di Europa League e lo Scudetto (2019-2021)
L'inizio del campionato è positivo per la squadra che vince sei partite consecutive. Il 20 ottobre, in occasione del successo esterno per 4-3 contro il Sassuolo, realizza la prima doppietta con i nerazzurri in campionato. In Champions League, nel girone con Barcellona, Borussia Dortmund e Slavia Praga, ottengono il terzo posto. Martinez tuttavia va a segno per quattro partite consecutive eguagliando il primato per un calciatore interista. Il 27 novembre seguente realizza la prima doppietta in campo internazionale, contribuendo al successo dell'Inter in casa dello Slavia Praga. Il 26 gennaio 2020, nella gara casalinga contro il Cagliari, viene espulso per la prima volta da quando veste nerazzurro, viene quindi squalificato in occasione del derby di Milano del 9 febbraio seguente. I nerazzurri chiudono il campionato al secondo posto, alle spalle della Juventus campione con due turni di anticipo. Nella finale di Europa League di Colonia del 21 agosto l'Inter viene sconfitta per 3-2 contro il Siviglia, terminando dunque la stagione. Martinez nella stagione segnerà 21 reti in 49 partite disputate.
Nella stagione seguente, il 3 novembre 2020, in occasione della sconfitta in Champions League con il Real Madrid, segna la rete del momentaneo 2-1; tuttavia, nella competizione, la squadra non si qualifica al turno successivo. Al ritorno dalla sosta di novembre, la squadra infila una striscia di sette vittorie consecutive che la porta al secondo posto in classifica dietro al Milan. Il 3 gennaio 2021, nella vittoria per 6-2 contro il Crotone, Martínez realizza la prima tripletta in Serie A. Eliminati anche dalla coppa Italia per mano della Juventus, i nerazzurri alla 22ª giornata operano il sorpasso al Milan e si portano in testa alla classifica. Il 21 febbraio seguente, l'argentino risulta determinante nel successo per 3-0 nello scontro diretto contro il Milan, marcando una doppietta. L'Inter vincerà il campionato con quattro turni d'anticipo sulla fine del torneo: per Lautaro si tratta dunque del primo trofeo con i nerazzurri, nonché il primo in assoluto da professionista. Il 23 maggio, a San Siro contro l'Udinese, segna una rete nella centesima presenza in Serie A, terminando l'annata con 17 reti in 38 gare giocate Insieme a Lukaku, risultano la seconda coppia di attaccanti più prolifica nei principali campionati europei.

##### I trionfi nazionali e la finale di Champions League (2021-2023)
La stagione seguente, contrassegnata dall'avvicendamento in panchina tra il tecnico salentino e Simone Inzaghi, comincia nel migliore dei modi per l'attaccante argentino, il quale va a segno in cinque occasioni nelle prime sei giornate di campionato, facendo registrare la miglior partenza dal suo approdo nel capoluogo lombardo. Ad ottobre, con un accordo che gli garantisce anche l'omissione della clausola rescissoria, rinnova il proprio contratto con i nerazzurri.
Malgrado un inizio difficoltoso, dopo la sosta di novembre la squadra meneghina inanella una striscia di otto successi consecutivi – a cui Martínez contribuisce con sei marcature –, portandosi in testa alla classifica e conseguendo il titolo di campioni d'inverno dopo dodici anni. Il 12 gennaio l'argentino vince il suo secondo trofeo con l'Inter, la Supercoppa italiana, segnando la rete del momentaneo pareggio nella vittoria per 2-1 contro la Juventus maturata ai tempi supplementari. Tuttavia, nei mesi di febbraio e marzo la squadra di Inzaghi subisce una flessione di risultati – conquistando sette punti in altrettante gare e cedendo la vetta della classifica a favore del Milan –, durante la quale Lautaro è vittima di un digiuno realizzativo di 624' tra campionato e coppe; dopo otto presenze senza trovare la via della rete, si sblocca il 4 marzo seguente, realizzando una tripletta nella gara casalinga contro la Salernitana. Nel prosieguo del campionato, malgrado alcuni successi degni di nota – tra cui figurano quelli contro la Roma e la Juventus in trasferta – i nerazzurri non riescono a riappropriarsi del primo posto, abdicando quali campioni d'Italia dopo una sola stagione e permettendo ai cugini del Milan di conquistare lo Scudetto dopo undici anni.
Al contrario, il cammino nelle coppe è più soddisfacente; in Champions League i meneghini centrano il passaggio del turno dopo undici anni; qui, malgrado una rete di Lautaro che permette all'Inter di vincere ad Anfield, vengono estromessi dai futuri finalisti del Liverpool. In Coppa Italia, in cui i nerazzurri si aggiudicano il titolo dopo undici anni, Martínez si rivela determinante decidendo, con una doppietta, la semifinale contro il Milan e procurandosi il rigore nella finale, vinta battendo nuovamente la Juventus in finale per 4-2 dopo i tempi supplementari. Al termine della stagione, l'argentino conta un bottino di 25 reti complessive, di cui 21 in campionato, stabilendo un primato personale.
L'8 ottobre seguente, nella vittoria esterna contro il Sassuolo per 2-1, indossa per la prima volta la fascia da capitano dopo l'uscita dal campo di Danilo D'Ambrosio. Il 1º novembre seguente gioca per la prima volta con la fascia al braccio in Champions League, nella sconfitta contro il Bayern Monaco per 0-2. Cinque giorni dopo tocca quota 200 partite con la maglia dell'Inter in occasione della partita persa contro la Juventus (2-0). Il 18 gennaio 2023 segna una rete nella finale di Supercoppa italiana, vinta dall'Inter battendo il Milan per 3-0. Si ripete contro i rossoneri il 5 febbraio (1-0), segnando il gol decisivo nel suo primo derby giocato con la fascia di capitano: si tratta del settimo gol segnato nel derby meneghino, che gli consente di diventare il secondo miglior marcatore straniero per l'Inter alle spalle di István Nyers (11). Con le doppiette segnate contro la Lazio il 30 aprile e contro il Verona il 3 maggio scavalca Mario Corso (75) e Atilio Demaría (76) nella top ten dei marcatori nerazzurri in Serie A, posizionandosi all'ottavo posto con 77 gol. Il 16 maggio realizza il gol decisivo per la vittoria dei nerazzurri nella semifinale di ritorno di Champions League contro il Milan (1-0), diventando il secondo giocatore dell'Inter dopo Edin Džeko a segnare nella stracittadina meneghina in tre competizioni diverse nella stessa stagione. Il 24 maggio conquista la sua seconda Coppa Italia consecutiva, la nona della storia per il club nerazzurro, grazie alla vittoria per 2-1 in finale contro la Fiorentina; nella stessa partita realizza una doppietta, che gli permette di raggiungere e superare quota 100 reti con l'Inter in tutte le competizioni. Il 10 giugno gioca da titolare nella finale di Champions League, persa per 1-0 contro il Manchester City. Termina quindi la stagione con 28 gol in 57 partite in tutte le competizioni, stabilendo il suo primato personale di realizzazioni in una singola annata.

##### Le stagioni da capitano (dal 2023-)

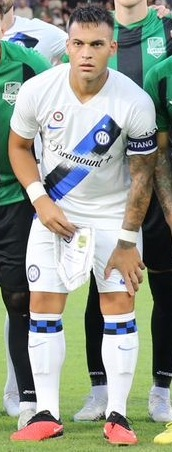
Martínez in un'amichevole contro l' nel precampionato 2023-2024

All'inizio della stagione 2023-2024, in seguito all'addio di Samir Handanovič, Martínez viene nominato come nuovo capitano della squadra nerazzurra. Il 19 agosto 2023, al debutto in campionato contro il Monza vinto per 2-0, realizza una doppietta. Il 30 settembre realizza, per la prima volta in carriera, quattro reti nella partita esterna contro la Salernitana (4-0), diventando il primo subentrato a farlo nella storia della Serie A. Il 22 gennaio 2024 segna il gol decisivo nella finale di Supercoppa italiana vinta contro il Napoli; nell'occasione, con 123 reti, raggiunge Christian Vieri al nono posto della classifica dei migliori marcatori della storia dell'Inter. Il 16 febbraio, in occasione della gara vinta per 4-0 contro la Salernitana, realizza la 20ª rete in campionato, diventando il terzo giocatore nella storia dell'Inter a segnare almeno 20 reti per tre stagioni di Serie A consecutive, dopo Giuseppe Meazza e István Nyers. Il 25 febbraio, nella vittoria in trasferta per 4-0 contro il Lecce, segna le reti numero 100 e 101 in Serie A con la maglia nerazzurra, diventando il terzo straniero nella storia interista a superare i 100 gol in campionato, dopo István Nyers e Mauro Icardi. Il 22 aprile, grazie alla vittoria sul Milan nel derby, è campione d'Italia con i nerazzurri e festeggia così la seconda stella per l'Inter. A fine stagione, viene nominato miglior giocatore della stagione dalla Lega Serie A, oltre ad aggiudicarsi il titolo di capocannoniere del torneo.
Nell'agosto del 2024, Martínez rinnova il proprio contratto con il club nerazzurro fino al 30 giugno 2029. Il 20 ottobre realizza il gol decisivo nella vittoria esterna contro la Roma (1-0), raggiungendo Nyers al settimo posto della classifica dei migliori marcatori della storia nerazzurra con 133 reti. Il 28 ottobre seguente si piazza al settimo posto nella classifica del Pallone d'oro. Due giorni dopo, andando in gol contro l'Empoli nella vittoria esterna per 3-0, arriva a 134 reti e stacca Nyers, diventando il miglior marcatore straniero di sempre dell'Inter. Il 1º novembre si aggiudica il Golden Foot. Il 6 gennaio 2025 sigla la rete del momentaneo 1-0 nella finale di Supercoppa Italiana poi persa 2-3 contro il Milan, andando a segno per la quarta finale consecutiva di questa manifestazione. Il 22 gennaio sigla la rete decisiva nella vittoria per 1-0 contro lo Sparta Praga, eguagliando Adriano come miglior marcatore dell'Inter in Champions League (preliminari esclusi). Sette giorni dopo sigla una tripletta che permette all'Inter di battere il Monaco e di accedere agli ottavi di finale di Champions League: con i tre gol segnati, raggiunge Sandro Mazzola a quota 17 reti tra Coppa dei Campioni e Champions League e sale al sesto posto nella classifica dei migliori marcatori della storia interista con 144 gol, superando Benito Lorenzi. Il 22 febbraio, segnando il gol decisivo nella vittoria per 1-0 contro il Genoa, diventa il primo giocatore straniero nella storia nerazzurra ad andare in doppia cifra in sei stagioni diverse di Serie A. Il 5 marzo, siglando una rete nella gara d'andata degli ottavi di finale di Champions League contro il Feyenoord (2-0), stacca Mazzola come miglior marcatore interista nella massima competizione europea per club. L'8 aprile segna l'1-0 nella sfida vinta 2-1 dall'Inter sul Bayern Monaco, valevole per l'andata dei quarti di finale di Champions League. Questa rete consente all'argentino di raggiungere Roberto Boninsegna a quota 22 gol nella classifica dei migliori marcatori nerazzurri in tutte le competizioni internazionali. Il 6 maggio apre le marcature nella semifinale di ritorno in Champions League contro il Barcellona vinta dall'Inter per 4-3 dopo i tempi supplementari. Questo gol gli consente di raggiungere Hernan Crespo a quota 9 reti con la maglia nerazzurra in una singola stagione di Champions League/Coppa dei Campioni.
Il 31 maggio gioca da titolare nella finale di Champions League, persa per 5-0 contro il Paris Saint-Germain. Il 18 giugno, nella Coppa del Mondo per Club FIFA 2025, segna la rete del definitivo 1-1 dell'Inter nella gara d'esordio contro i messicani del Monterrey.  Tre giorni dopo, segna il gol del pareggio nella seconda partita poi vinta in rimonta 2-1 dall'Inter sui giapponesi dell'Urawa Reds valida per la fase a gironi della Coppa del mondo per club FIFA.

### Nazionale

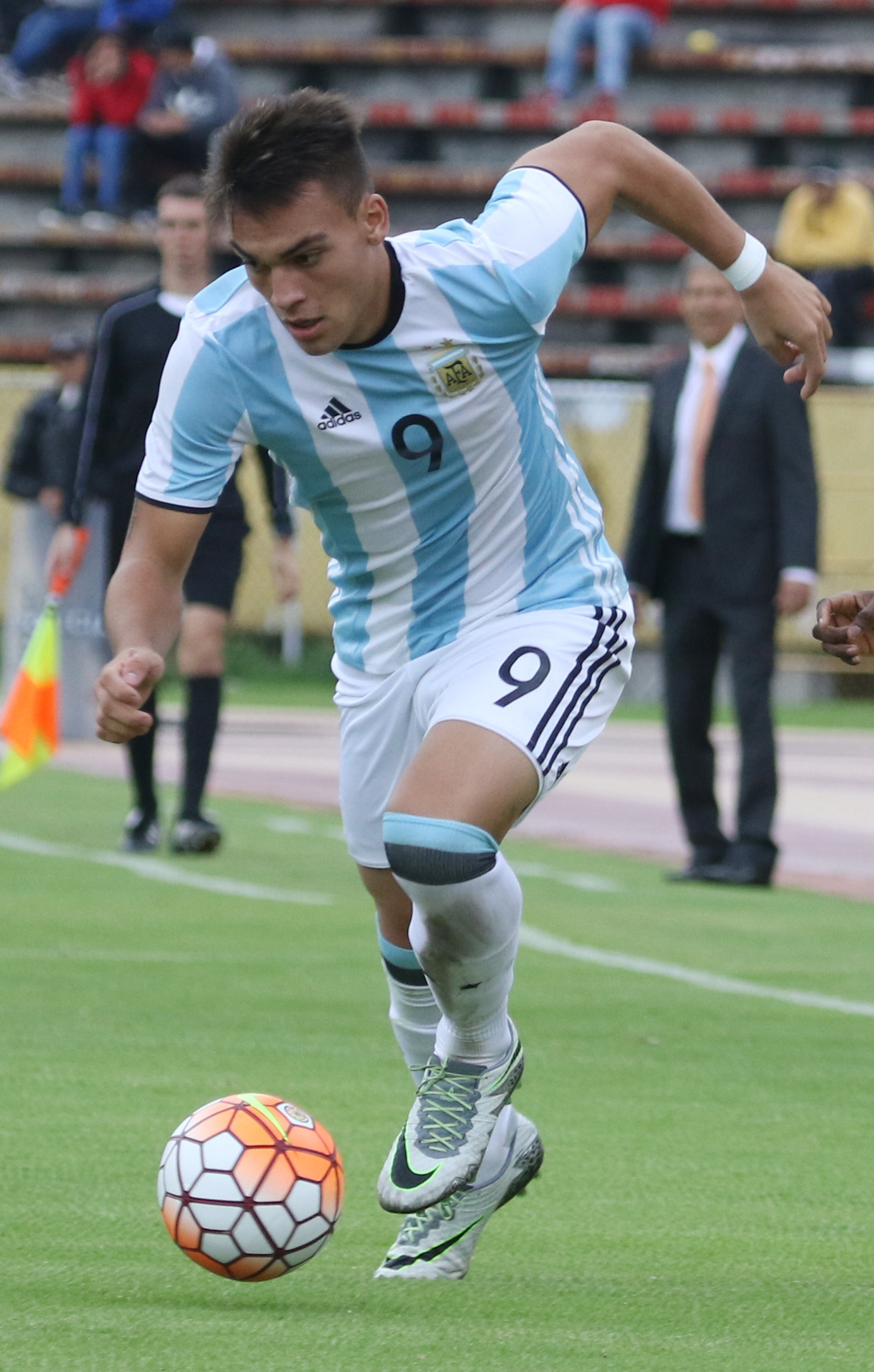
Martínez con la maglia della nazionale durante il campionato sudamericano Under-20 del 2017

#### Nazionali giovanili
Nel 2017 è capocannoniere del campionato sudamericano Under-20 con 5 gol; viene poi convocato per il campionato del mondo Under-20: lì l'Argentina viene eliminata ai gironi, nei quali Lautaro segna due reti.

#### Nazionale maggiore
Nel 2018, in occasione delle amichevoli con Italia e Spagna, è convocato per la prima volta in nazionale maggiore; debutta il 27 marzo nel secondo dei due incontri. Resta invece escluso dal campionato del mondo. Segna la prima rete in nazionale nella prima presenza da titolare contro l'Iraq, l'11 ottobre, mentre il 7 giugno 2019, nel successo per 5-1 sul Nicaragua, realizza la prima doppietta.
Nel 2019 viene convocato per la Copa América in Brasile. Nel corso della competizione realizza due reti: la prima contro il Qatar nella fase a gironi, la seconda contro il Venezuela nei quarti di finale, gara in cui è eletto uomo partita. Il 10 settembre seguente segna una tripletta al Messico, battuto 4-0 in amichevole.
Nel 2021 è convocato di nuovo per la Copa América, che si tiene ancora in Brasile. Dopo due partite da titolare in cui non realizza reti, segna da subentrante alla Bolivia nella fase a gironi, poi all'Ecuador nei quarti e alla Colombia in semifinale, realizzando anche l'ultimo dei tiri di rigore con cui l'Argentina raggiunge la finale. Conquista il titolo giocando da titolare nell'incontro vinto 1-0 contro il Brasile.
Il 1º giugno 2022 segna la prima rete nel 3-0 sull'Italia per la Coppa dei Campioni CONMEBOL-UEFA, che gli vale il secondo trofeo in nazionale maggiore.

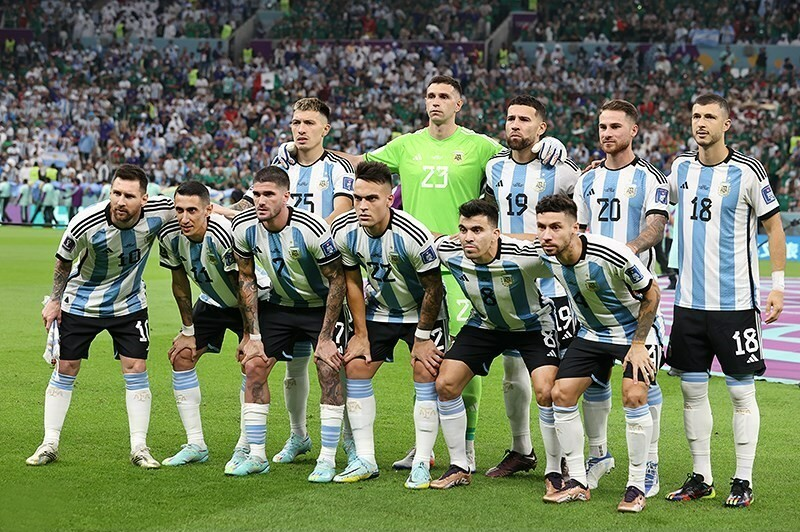
Martínez (n. 22) con la nazionale maggiore prima della gara contro il al campionato mondiale 2022

Nel novembre del 2022 viene inserito dal CT Lionel Scaloni nella lista dei convocati per il campionato del mondo in Qatar. Esordisce nella rassegna iridata disputando da titolare la gara contro l'Arabia Saudita, a cui segue quella contro il Messico, sempre partendo dal primo minuto. Dalla terza partita, che vede gli argentini opposti alla Polonia, complice la forma fisica non ottimale, perde il posto nella formazione iniziale in favore di Julián Álvarez. Nella fase a eliminazione diretta subentra contro l'Australia agli ottavi di finale e contro i Paesi Bassi ai quarti; contro gli olandesi trasforma l'ultimo tiro di rigore, consentendo alla nazionale argentina di accedere alle semifinali. Rimasto in panchina in semifinale contro la Croazia, subentra nella finale contro la Francia: grazie al successo ottenuto ai tiri di rigore, diventa campione del mondo.
Il 26 marzo 2024 va a segno nell'amichevole vinta 3-1 contro la Costa Rica, agganciando Leopoldo Luque al decimo posto (a quota 22) per reti segnate con la selezione argentina. Il 14 giugno seguente invece realizza una doppietta nell'amichevole vinta 1-4 contro il Guatemala agganciando Luis Artime all'ottavo posto. Convocato per la Copa América 2024, nella prima gara della fase a gironi contro il Canada è l'autore della rete del definitivo 2-0, che gli permette di superare così Artime. Si ripete anche nella partita successiva segnando il gol-vittoria contro il Cile, cui fa seguito quattro giorni più tardi una doppietta ai danni del Perù. Il 14 luglio, in occasione della finale del torneo contro la Colombia, subentra al posto di Julian Álvarez e sigla il gol della vittoria al 112º minuto, diventando il miglior marcatore dell'edizione con 5 gol e regalando all'Argentina la seconda Copa América consecutiva, la 16ª della sua storia.
Il 14 novembre 2024, in occasione della sconfitta per 2-1 in casa del Paraguay, raggiunge quota 31 gol in nazionale agganciando al sesto posto Gonzalo Higuaín e Ángel Di María. Cinque giorni dopo li supera realizzando la rete decisiva nel successo contro il Perù (1-0).

## Statistiche
Tra club, nazionale maggiore e nazionali giovanili, Martínez ha disputato globalmente 478 partite segnando 219 reti, con una media di 0.46 gol a partita.

### Presenze e reti nei club
Statistiche aggiornate al 30 giugno 2025.
| Stagione           | Squadra            | Campionato         | Campionato | Campionato | Coppe nazionali | Coppe nazionali | Coppe nazionali | Coppe continentali | Coppe continentali | Coppe continentali | Altre coppe | Altre coppe | Altre coppe | Totale | Totale |
| Stagione           | Squadra            | Comp               | Pres       | Reti       | Comp            | Pres            | Reti            | Comp               | Pres               | Reti               | Comp        | Pres        | Reti        | Pres   | Reti   |
| ------------------ | ------------------ | ------------------ | ---------- | ---------- | --------------- | --------------- | --------------- | ------------------ | ------------------ | ------------------ | ----------- | ----------- | ----------- | ------ | ------ |
| 2015               | Racing Club        | PD                 | 1          | 0          | CA              | 0               | 0               | CL                 | -                  | -                  | -           | -           | -           | 1      | 0      |
| 2016               | Racing Club        | PD                 | 3          | 0          | CA              | 2               | 0               | CL                 | 0                  | 0                  | -           | -           | -           | 5      | 0      |
| 2016-2017          | Racing Club        | PD                 | 23         | 9          | CA              | 0               | 0               | CS                 | 5                  | 0                  | -           | -           | -           | 28     | 9      |
| 2017-2018          | Racing Club        | PD                 | 21         | 13         | CA              | 1               | 0               | CL                 | 6                  | 5                  | -           | -           | -           | 28     | 18     |
| Totale Racing Club | Totale Racing Club | Totale Racing Club | 48         | 22         |                 | 3               | 0               |                    | 11                 | 5                  |             | -           | -           | 62     | 27     |
| 2018-2019          | Inter              | A                  | 27         | 6          | CI              | 2               | 2               | UCL+UEL            | 3+3                | 0+1                | -           | -           | -           | 35     | 9      |
| 2019-2020          | Inter              | A                  | 35         | 14         | CI              | 3               | 0               | UCL+UEL            | 6+5                | 5+2                | -           | -           | -           | 49     | 21     |
| 2020-2021          | Inter              | A                  | 38         | 17         | CI              | 4               | 1               | UCL                | 6                  | 1                  | -           | -           | -           | 48     | 19     |
| 2021-2022          | Inter              | A                  | 35         | 21         | CI              | 5               | 2               | UCL                | 8                  | 1                  | SI          | 1           | 1           | 49     | 25     |
| 2022-2023          | Inter              | A                  | 38         | 21         | CI              | 5               | 3               | UCL                | 13                 | 3                  | SI          | 1           | 1           | 57     | 28     |
| 2023-2024          | Inter              | A                  | 33         | 24         | CI              | 1               | 0               | UCL                | 8                  | 2                  | SI          | 2           | 1           | 44     | 27     |
| 2024-2025          | Inter              | A                  | 31         | 12         | CI              | 2               | 0               | UCL                | 14                 | 9                  | SI+Cmc      | 2+4         | 1+2         | 53     | 24     |
| Totale Inter       | Totale Inter       | Totale Inter       | 237        | 115        |                 | 22              | 8               |                    | 66                 | 24                 |             | 10          | 6           | 335    | 153    |
| Totale carriera    | Totale carriera    | Totale carriera    | 285        | 137        |                 | 25              | 8               |                    | 77                 | 29                 |             | 10          | 6           | 397    | 180    |

### Cronologia presenze e reti in nazionale
| Cronologia completa delle presenze e delle reti in nazionale ― Argentina | Cronologia completa delle presenze e delle reti in nazionale ― Argentina | Cronologia completa delle presenze e delle reti in nazionale ― Argentina | Cronologia completa delle presenze e delle reti in nazionale ― Argentina | Cronologia completa delle presenze e delle reti in nazionale ― Argentina | Cronologia completa delle presenze e delle reti in nazionale ― Argentina | Cronologia completa delle presenze e delle reti in nazionale ― Argentina | Cronologia completa delle presenze e delle reti in nazionale ― Argentina |
| Data                                                                     | Città                                                                    | In casa                                                                  | Risultato                                                                | Ospiti                                                                   | Competizione                                                             | Reti                                                                     | Note                                                                     |
| ------------------------------------------------------------------------ | ------------------------------------------------------------------------ | ------------------------------------------------------------------------ | ------------------------------------------------------------------------ | ------------------------------------------------------------------------ | ------------------------------------------------------------------------ | ------------------------------------------------------------------------ | ------------------------------------------------------------------------ |
| 27-3-2018                                                                | Madrid                                                                   | Spagna                                                                   | 6 – 1                                                                    | Argentina                                                                | Amichevole                                                               | -                                                                        | 59’                                                                      |
| 11-10-2018                                                               | Riad                                                                     | Iraq                                                                     | 0 – 4                                                                    | Argentina                                                                | Amichevole                                                               | 1                                                                        | 57’                                                                      |
| 16-10-2018                                                               | Gedda                                                                    | Brasile                                                                  | 1 – 0                                                                    | Argentina                                                                | Amichevole                                                               | -                                                                        | 58’                                                                      |
| 16-11-2018                                                               | Córdoba                                                                  | Argentina                                                                | 2 – 0                                                                    | Messico                                                                  | Amichevole                                                               | -                                                                        | 57’                                                                      |
| 22-3-2019                                                                | Madrid                                                                   | Argentina                                                                | 1 – 3                                                                    | Venezuela                                                                | Amichevole                                                               | 1                                                                        | 70’                                                                      |
| 26-3-2019                                                                | Tangeri                                                                  | Marocco                                                                  | 0 – 1                                                                    | Argentina                                                                | Amichevole                                                               | -                                                                        | 42’ - 56’                                                                |
| 7-6-2019                                                                 | San Juan                                                                 | Argentina                                                                | 5 – 1                                                                    | Nicaragua                                                                | Amichevole                                                               | 2                                                                        | 46’ - 49’                                                                |
| 19-6-2019                                                                | Belo Horizonte                                                           | Argentina                                                                | 1 – 1                                                                    | Paraguay                                                                 | Coppa America 2019 - 1º turno                                            | -                                                                        | 67’                                                                      |
| 23-6-2019                                                                | Porto Alegre                                                             | Qatar                                                                    | 0 – 2                                                                    | Argentina                                                                | Coppa America 2019 - 1º turno                                            | 1                                                                        | 76’                                                                      |
| 28-6-2019                                                                | Rio de Janeiro                                                           | Venezuela                                                                | 0 – 2                                                                    | Argentina                                                                | Coppa America 2019 - Quarti di finale                                    | 1                                                                        | 16’ - 64’                                                                |
| 2-7-2019                                                                 | Belo Horizonte                                                           | Brasile                                                                  | 2 – 0                                                                    | Argentina                                                                | Coppa America 2019 - Semifinale                                          | -                                                                        | 58’                                                                      |
| 5-9-2019                                                                 | Los Angeles                                                              | Cile                                                                     | 0 – 0                                                                    | Argentina                                                                | Amichevole                                                               | -                                                                        |                                                                          |
| 10-9-2019                                                                | San Antonio                                                              | Argentina                                                                | 4 – 0                                                                    | Messico                                                                  | Amichevole                                                               | 3                                                                        | 46’                                                                      |
| 9-10-2019                                                                | Dortmund                                                                 | Germania                                                                 | 2 – 2                                                                    | Argentina                                                                | Amichevole                                                               | -                                                                        |                                                                          |
| 13-10-2019                                                               | Elche                                                                    | Ecuador                                                                  | 1 – 6                                                                    | Argentina                                                                | Amichevole                                                               | -                                                                        | 46’                                                                      |
| 15-11-2019                                                               | Riad                                                                     | Brasile                                                                  | 0 – 1                                                                    | Argentina                                                                | Amichevole                                                               | -                                                                        | 88’                                                                      |
| 18-11-2019                                                               | Tel Aviv                                                                 | Argentina                                                                | 2 – 2                                                                    | Uruguay                                                                  | Amichevole                                                               | -                                                                        | 76’                                                                      |
| 8-10-2020                                                                | Buenos Aires                                                             | Argentina                                                                | 1 – 0                                                                    | Ecuador                                                                  | Qual. Mondiali 2022                                                      | -                                                                        | 76’                                                                      |
| 13-10-2020                                                               | La Paz                                                                   | Bolivia                                                                  | 1 – 2                                                                    | Argentina                                                                | Qual. Mondiali 2022                                                      | 1                                                                        | 89’                                                                      |
| 12-11-2020                                                               | Buenos Aires                                                             | Argentina                                                                | 1 – 1                                                                    | Paraguay                                                                 | Qual. Mondiali 2022                                                      | -                                                                        | 83’                                                                      |
| 17-11-2020                                                               | Lima                                                                     | Perù                                                                     | 0 – 2                                                                    | Argentina                                                                | Qual. Mondiali 2022                                                      | 1                                                                        | 89’                                                                      |
| 3-6-2021                                                                 | Santiago del Estero                                                      | Argentina                                                                | 1 – 1                                                                    | Cile                                                                     | Qual. Mondiali 2022                                                      | -                                                                        |                                                                          |
| 8-6-2021                                                                 | Barranquilla                                                             | Colombia                                                                 | 2 – 2                                                                    | Argentina                                                                | Qual. Mondiali 2022                                                      | -                                                                        |                                                                          |
| 14-6-2021                                                                | Rio de Janeiro                                                           | Argentina                                                                | 1 – 1                                                                    | Cile                                                                     | Coppa America 2021 - 1º turno                                            | -                                                                        | 62’ - 80’                                                                |
| 18-6-2021                                                                | Brasilia                                                                 | Argentina                                                                | 1 – 0                                                                    | Uruguay                                                                  | Coppa America 2021 - 1º turno                                            | -                                                                        | 52’                                                                      |
| 28-6-2021                                                                | Cuiabá                                                                   | Bolivia                                                                  | 1 – 4                                                                    | Argentina                                                                | Coppa America 2021 - 1º turno                                            | 1                                                                        | 63’                                                                      |
| 3-7-2021                                                                 | Goiânia                                                                  | Argentina                                                                | 3 – 0                                                                    | Ecuador                                                                  | Coppa America 2021 - Quarti di finale                                    | 1                                                                        | 90+4’                                                                    |
| 6-7-2021                                                                 | Brasilia                                                                 | Argentina                                                                | 1 – 1 (3 – 2 dtr)                                                        | Colombia                                                                 | Coppa America 2021 - Semifinale                                          | 1                                                                        |                                                                          |
| 10-7-2021                                                                | Rio de Janeiro                                                           | Argentina                                                                | 1 – 0                                                                    | Brasile                                                                  | Coppa America 2021 - Finale                                              | -                                                                        | 79’                                                                      |
| 2-9-2021                                                                 | San Cristobal                                                            | Venezuela                                                                | 1 – 3                                                                    | Argentina                                                                | Qual. Mondiali 2022                                                      | 1                                                                        | 75’                                                                      |
| 9-9-2021                                                                 | Buenos Aires                                                             | Argentina                                                                | 3 – 0                                                                    | Bolivia                                                                  | Qual. Mondiali 2022                                                      | -                                                                        | 71’                                                                      |
| 10-10-2021                                                               | Buenos Aires                                                             | Argentina                                                                | 3 – 0                                                                    | Uruguay                                                                  | Qual. Mondiali 2022                                                      | 1                                                                        | 65’                                                                      |
| 14-10-2021                                                               | Buenos Aires                                                             | Argentina                                                                | 1 – 0                                                                    | Perù                                                                     | Qual. Mondiali 2022                                                      | 1                                                                        | 85’                                                                      |
| 12-11-2021                                                               | Montevideo                                                               | Uruguay                                                                  | 0 – 1                                                                    | Argentina                                                                | Qual. Mondiali 2022                                                      | -                                                                        | 55’                                                                      |
| 16-11-2021                                                               | San Juan                                                                 | Argentina                                                                | 0 – 0                                                                    | Brasile                                                                  | Qual. Mondiali 2022                                                      | -                                                                        | 46’                                                                      |
| 27-1-2022                                                                | Calama                                                                   | Cile                                                                     | 1 – 2                                                                    | Argentina                                                                | Qual. Mondiali 2022                                                      | 1                                                                        | 78’                                                                      |
| 1-2-2022                                                                 | Córdoba                                                                  | Argentina                                                                | 1 – 0                                                                    | Colombia                                                                 | Qual. Mondiali 2022                                                      | 1                                                                        | 69’                                                                      |
| 1-6-2022                                                                 | Londra                                                                   | Italia                                                                   | 0 – 3                                                                    | Argentina                                                                | Coppa dei Campioni CONMEBOL-UEFA 2022                                    | 1                                                                        | 85’                                                                      |
| 23-9-2022                                                                | Miami Gardens                                                            | Argentina                                                                | 3 – 0                                                                    | Honduras                                                                 | Amichevole                                                               | 1                                                                        | 46’                                                                      |
| 27-9-2022                                                                | Harrison                                                                 | Argentina                                                                | 3 – 0                                                                    | Giamaica                                                                 | Amichevole                                                               | -                                                                        | 56’                                                                      |
| 22-11-2022                                                               | Lusail                                                                   | Argentina                                                                | 1 – 2                                                                    | Arabia Saudita                                                           | Mondiali 2022 - 1º turno                                                 | -                                                                        |                                                                          |
| 26-11-2022                                                               | Lusail                                                                   | Argentina                                                                | 2 – 0                                                                    | Messico                                                                  | Mondiali 2022 - 1º turno                                                 | -                                                                        | 63’                                                                      |
| 30-11-2022                                                               | Doha                                                                     | Polonia                                                                  | 0 – 2                                                                    | Argentina                                                                | Mondiali 2022 - 1º turno                                                 | -                                                                        | 79’                                                                      |
| 3-12-2022                                                                | Al Rayyan                                                                | Argentina                                                                | 2 – 1                                                                    | Australia                                                                | Mondiali 2022 - Ottavi di finale                                         | -                                                                        | 71’                                                                      |
| 9-12-2022                                                                | Lusail                                                                   | Paesi Bassi                                                              | 2 – 2 dts (3 – 4 dtr)                                                    | Argentina                                                                | Mondiali 2022 - Quarti di finale                                         | -                                                                        | 82’                                                                      |
| 18-12-2022                                                               | Lusail                                                                   | Argentina                                                                | 3 – 3 dts (4 – 2 dtr)                                                    | Francia                                                                  | Mondiali 2022 - Finale                                                   | -                                                                        | 103’                                                                     |
| 23-3-2023                                                                | Buenos Aires                                                             | Argentina                                                                | 2 – 0                                                                    | Panama                                                                   | Amichevole                                                               | -                                                                        | 46’                                                                      |
| 28-3-2023                                                                | Santiago del Estero                                                      | Argentina                                                                | 7 – 0                                                                    | Curaçao                                                                  | Amichevole                                                               | -                                                                        | 67’                                                                      |
| 7-9-2023                                                                 | Buenos Aires                                                             | Argentina                                                                | 1 – 0                                                                    | Ecuador                                                                  | Qual. Mondiali 2026                                                      | -                                                                        | 77’                                                                      |
| 12-9-2023                                                                | La Paz                                                                   | Bolivia                                                                  | 0 – 3                                                                    | Argentina                                                                | Qual. Mondiali 2026                                                      | -                                                                        | 85’                                                                      |
| 12-10-2023                                                               | Buenos Aires                                                             | Argentina                                                                | 1 – 0                                                                    | Paraguay                                                                 | Qual. Mondiali 2026                                                      | -                                                                        |                                                                          |
| 17-10-2023                                                               | Lima                                                                     | Perù                                                                     | 0 – 2                                                                    | Argentina                                                                | Qual. Mondiali 2026                                                      | -                                                                        | 78’                                                                      |
| 16-11-2023                                                               | Buenos Aires                                                             | Argentina                                                                | 0 – 2                                                                    | Uruguay                                                                  | Qual. Mondiali 2026                                                      | -                                                                        | 46’ 68’                                                                  |
| 21-11-2023                                                               | Rio de Janeiro                                                           | Brasile                                                                  | 0 – 1                                                                    | Argentina                                                                | Qual. Mondiali 2026                                                      | -                                                                        | 78’                                                                      |
| 22-3-2024                                                                | Filadelfia                                                               | Argentina                                                                | 3 – 0                                                                    | El Salvador                                                              | Amichevole                                                               | -                                                                        |                                                                          |
| 26-3-2024                                                                | Los Angeles                                                              | Argentina                                                                | 3 – 1                                                                    | Costa Rica                                                               | Amichevole                                                               | 1                                                                        | 71’                                                                      |
| 9-6-2024                                                                 | Chicago                                                                  | Argentina                                                                | 1 – 0                                                                    | Ecuador                                                                  | Amichevole                                                               | -                                                                        | 56’                                                                      |
| 14-6-2024                                                                | Landover                                                                 | Argentina                                                                | 4 – 1                                                                    | Guatemala                                                                | Amichevole                                                               | 2                                                                        | 67’                                                                      |
| 20-6-2024                                                                | Atlanta                                                                  | Argentina                                                                | 2 – 0                                                                    | Canada                                                                   | Coppa America 2024 - 1º turno                                            | 1                                                                        | 76’                                                                      |
| 25-6-2024                                                                | East Rutherford                                                          | Cile                                                                     | 0 – 1                                                                    | Argentina                                                                | Coppa America 2024 - 1º turno                                            | 1                                                                        | 73’                                                                      |
| 29-6-2024                                                                | Miami Gardens                                                            | Argentina                                                                | 2 – 0                                                                    | Perù                                                                     | Coppa America 2024 - 1º turno                                            | 2                                                                        |                                                                          |
| 4-7-2024                                                                 | Houston                                                                  | Argentina                                                                | 1 – 1 (4 – 2 dtr)                                                        | Ecuador                                                                  | Coppa America 2024 - Quarti di finale                                    | -                                                                        | 68’                                                                      |
| 9-7-2024                                                                 | East Rutherford                                                          | Argentina                                                                | 2 – 0                                                                    | Canada                                                                   | Coppa America 2024 - Semifinale                                          | -                                                                        | 78’                                                                      |
| 14-7-2024                                                                | Miami Gardens                                                            | Argentina                                                                | 1 – 0 dts                                                                | Colombia                                                                 | Coppa America 2024 - Finale                                              | 1                                                                        | 96’                                                                      |
| 5-9-2024                                                                 | Buenos Aires                                                             | Argentina                                                                | 3 – 0                                                                    | Cile                                                                     | Qual. Mondiali 2026                                                      | -                                                                        | 79’                                                                      |
| 10-9-2024                                                                | Barranquilla                                                             | Colombia                                                                 | 2 – 1                                                                    | Argentina                                                                | Qual. Mondiali 2026                                                      | -                                                                        |                                                                          |
| 10-10-2024                                                               | Maturín                                                                  | Venezuela                                                                | 1 – 1                                                                    | Argentina                                                                | Qual. Mondiali 2026                                                      | -                                                                        | 85’                                                                      |
| 15-10-2024                                                               | Buenos Aires                                                             | Argentina                                                                | 6 – 0                                                                    | Bolivia                                                                  | Qual. Mondiali 2026                                                      | 1                                                                        | 73’                                                                      |
| 14-11-2024                                                               | Asunción                                                                 | Paraguay                                                                 | 2 – 1                                                                    | Argentina                                                                | Qual. Mondiali 2026                                                      | 1                                                                        |                                                                          |
| 19-11-2024                                                               | Buenos Aires                                                             | Argentina                                                                | 1 – 0                                                                    | Perù                                                                     | Qual. Mondiali 2026                                                      | 1                                                                        | 81’                                                                      |
| Totale                                                                   |                                                                          | Presenze                                                                 | 70                                                                       |                                                                          | Reti (6º posto)                                                          | 32                                                                       |                                                                          |

### Record
- Miglior marcatore straniero della storia dell'Inter in tutte le competizioni (153 reti).[120]
- Miglior marcatore della storia dell'Inter in Coppa dei Campioni/Champions League (21 reti).[5]
- Miglior marcatore della storia dell'Inter nella Coppa del mondo per club FIFA (2 reti).
- Miglior marcatore della storia nella Supercoppa Italiana (4 reti) (record condiviso con Paulo Dybala).
- Miglior marcatore della storia dell'Inter nella Supercoppa Italiana (4 reti).
- Miglior marcatore della storia dell'Inter in una singola edizione di Champions League, esclusi i turni preliminari (9 reti) (record condiviso con Hernan Crespo).

## Palmarès

### Club
- Campionato italiano: 2

Inter: 2020-2021, 2023-2024
- Supercoppa italiana: 3

Inter: 2021, 2022, 2023
- Coppa Italia: 2

Inter: 2021-2022, 2022-2023

### Nazionale
- Coppa America: 2

Brasile 2021, Stati Uniti 2024
- Coppa dei Campioni CONMEBOL-UEFA: 1

Finalissima 2022
- Campionato mondiale: 1

Qatar 2022

### Individuale
- Capocannoniere del Sudamericano Under-20: 1

Ecuador 2017 (5 gol, a pari merito con Rodrigo Amaral, Bryan Cabezas e Marcelo Torres)
- Giocatore rivelazione della Superliga Argentina: 1

2017-2018
- Squadra della stagione della UEFA Europa League: 1

2019-2020
- Gazzetta Sports Awards: 1

Categoria Performance dell'anno: 2023
- Miglior giocatore della Supercoppa italiana: 1

2023
- Capocannoniere della Serie A: 1

2023-2024 (24 gol)
- Premi Lega Serie A: 1

Migliore in assoluto: 2023-2024
- Capocannoniere della Copa América: 1

2024 (5 gol)
- Squadra del torneo della Copa América: 1

2024
- Golden Foot: 1

2024
- Gran Galà del calcio AIC: 2

Migliore calciatore AIC: 2024
Squadra dell'anno: 2024